# Roger Cross
Roger R. Cross (født 19. oktober 1969) er en jamaicansk skuespiller, som har medvirket i flere film og tv-serier, hovedsageligt produktioner filmet i Canada.
Cross blev født på Jamaica som den fjerde ud af fem børn, men flyttede til Burnaby, Canada med sine forældre og søskende da han var 11. Han dimitterede i 1989 med en grad i luftfart  og generelle studier  fra Trinity Western University i Langley, Britisk Columbia
Mens han ventede på et job indenfor luftfart begyndte Cross – som har erfaring indenfor kampsport – at lave stunts til film og endte med i stedet at fokusere på skuespil. Han studerede på Breck Academy i Vancouver og blev hyret til The International Rescue, en spillefilm filmet i Kina, Vietnam og Burma. Han har arbejdet som skuespiller lige siden.
Cross har spillet gæsteroller i serier som X-Files, Sliders, Stargate SG-1, Highlander, Relic Hunter, The 4400 og Star Trek: Enterprise. Han medvirkede også ofte i sci-fi serien First Wave og har medvirket i The Chronicles of Riddick, X-Men 2, Ballistic: Ecks vs. Sever, Beautiful Joe og Oliver Stones World Trade Center.
Han spillede også agent Curtis Manning i 24 Timer. Hans rolle begyndte i starten af seriens fjerde sæson i 2005 og blev senere en fast rolle.
Han bor i øjeblikket i Los Angeles.

## Eksternt henvisninger
- Roger Cross på Internet Movie Database (engelsk)
- Roger Cross på Scope
- Roger Cross på Svensk Filmdatabas (svensk)
- Roger Cross på Svensk Filmdatabas (svensk)
- Roger Cross på AlloCiné (fransk)
- Roger Cross på AllMovie (engelsk)
- Roger Cross på The Movie Database (engelsk)
- Roger Cross på Behind The Voice Actors (engelsk)